# Lombard Pápa Termál Futball Club 2012-2013
Questa voce raccoglie le informazioni riguardanti il Lombard Pápa Termál Futball Club nelle competizioni ufficiali della stagione 2012-2013.

## Stagione
In campionato il club sfiora la retrocessione, salvandosi per tre punti e cambiando allenatore più volte durante la stagione (saranno 4 i tecnici ad avvicendarsi sulla panchina del Lombard Papa). In coppa esce al terzo turno in casa del Létavértes (1-0), dopo aver eliminato il TIAC Honvéd Tapolca (0-9). Nella coppa di lega il club supera il proprio girone, arrendendosi ai quarti di finale contro il Ferencvaros per la regola dei gol fuori casa (5-5).

## Rosa
| N. |                     | Ruolo | Calciatore         |
| -- | ------------------- | ----- | ------------------ |
| 2  | Ungheria (bandiera) | D     | Sándor Nagy        |
| 3  | Spagna (bandiera)   | D     | Daniel Orozco      |
| 4  | Ungheria (bandiera) | C     | Gábor Tóth         |
| 5  | Ungheria (bandiera) | D     | András Dlusztus    |
| 7  | Ungheria (bandiera) | C     | Máté Szolga        |
| 9  | Serbia (bandiera)   | C     | Lazar Arsić        |
| 11 | Croazia (bandiera)  | A     | Tino Lagator       |
| 14 | Ungheria (bandiera) | C     | Krisztián Dóczi    |
| 17 | Ungheria (bandiera) | A     | Gergő Beliczky     |
| 20 | Ungheria (bandiera) | D     | István Rodenbücher |
| 21 | Serbia (bandiera)   | A     | Goran Marić        |
| 23 | Ungheria (bandiera) | A     | Mahir Jasarevic    |
| 25 | Ungheria (bandiera) | C     | Béla Maróti        |

| N. |                           | Ruolo | Calciatore              |
| -- | ------------------------- | ----- | ----------------------- |
| 27 | Ungheria (bandiera)       | P     | Lajos Szűcs             |
| 28 | Slovacchia (bandiera)     | C     | Ottó Szabó              |
| 29 | Ungheria (bandiera)       | D     | Milán Németh            |
| 30 | Colombia (bandiera)       | C     | César Quintero          |
| 31 | Ungheria (bandiera)       | C     | Botond Király           |
| 32 | Ungheria (bandiera)       | D     | Ádám Présinger          |
| 33 | Ungheria (bandiera)       | P     | Tamás Markek            |
| 45 | Ungheria (bandiera)       | P     | Péter Nacsa             |
| 50 | Costa d'Avorio (bandiera) | A     | Georges Henri Griffiths |
| 88 | Ungheria (bandiera)       | D     | Balázs Balogh           |
| 91 | Ungheria (bandiera)       | C     | Tamás Tajthy            |
| 93 | Ungheria (bandiera)       | D     | Marcell Enyingi         |